# Циш
Циш (њем. Züsch) општина је у њемачкој савезној држави Рајна-Палатинат. Једно је од 103 општинска средишта округа Трир-Сарбург. Према процјени из 2010. у општини је живјело 653 становника. Посједује регионалну шифру (AGS) 7235153.

## Географски и демографски подаци
Циш се налази у савезној држави Рајна-Палатинат у округу Трир-Сарбург. Општина се налази на надморској висини од 511 метара. Површина општине износи 8,0 km². У самом мјесту је, према процјени из 2010. године, живјело 653 становника. Просјечна густина становништва износи 81 становника/km².